# Cololó
Cololó, ou Cololó Tinosa, est une localité uruguayenne du département de San José.

## Localisation
Située au sud-est du département de San José, la localité se déploie au nord-ouest de Libertad et au sud-est de Puntas de Valdez, à hauteur du kilomètre 56 de la route 1.

## Population
| 1996 | 2004 | 2011 |
| ---- | ---- | ---- |
| 171  | 186  | 149  |

## Source
- (es) Cet article est partiellement ou en totalité issu de l’article de Wikipédia en espagnol intitulé « Cololó » (voir la liste des auteurs).